# Martin O'Malley
Martin Joseph O'Malley (Washington D.C., 18 de janeiro de 1963) é um político norte-americano filiado ao Partido Democrata. O'Malley foi governador de Maryland entre 2007 a 2015. Anteriormente foi prefeito de Baltimore. Foi pré-candidato à presidência dos Estados Unidos da América (EUA) pelo Partido Democrata. Em 1 de fevereiro de 2016 suspendeu a campanha depois de maus resultados nos caucus do Iowa.

## Biografia
O'Malley nasceu e cresceu em um bairro rico de Washington D.C..

### Prefeito de Baltimore
Após vencer a primária democrata, O´Malley elegeu-se prefeito com mais de 90% dos votos, sendo reeleito em 2004 com 88% dos votos.

### Governador de Maryland
O´Malley foi eleito governador de Maryland em 7 de novembro de 2006 com 52,69% dos votos, derrotando o então governador Robert Ehrlich. O´Malley deixou o cargo de prefeito de Baltimore em 17 de janeiro de 2007 para assumir o governo estadual.
Desde a sua posse, O´Malley fechou a prisão de segurança máxima "Casa de Correção de Maryland", em Jessup, famosa por violações aos direitos humanos criou uma lei para o aumento dos impostos e cortes para preencher o déficit de 1,7 bilhões de dólares.
O´Malley foi reeleito na eleição de 2010 com 55,8% dos votos.

### Pré-candidatura à presidência dos EUA
No primeiro semestre de 2015, Martin apresentava menos de 1% das intenções de voto para disputar a presidência em seu partido, contra 8,8% de Bernie Sanders, e 63,3% de Hillary Clinton. No começo de fevereiro de 2016, O'Malley oficialmente suspendeu sua campanha após um péssimo resultado nas primárias do partido em Iowa.